# Chichagof Island
Chichagof Island is een Amerikaans eiland, onderdeel van de Alexanderarchipel in de Grote Oceaan voor de kust van de Alaska Panhandle. Met een lengte van 121 km en een breedte van 80 km heeft het eiland een oppervlakte van 5.306 km², waarmee het het op vier na grootste eiland is van de Verenigde Staten. In 2000 woonden er 1.342 personen. Chichagof Island is de locatie met het hoogste aantal beren per vierkante kilometer ter wereld.
Ten noorden van het eiland scheiden de Cross Sound en de Icy Strait het eiland af van het vasteland van Alaska. In de Icy Strait zijn Lemesurier Island en Pleasant Island de grootste eilanden. Ten oosten van het eiland ligt de Chatham Strait die het eiland scheidt van Admiralty Island.
Hoonah (met Whitestone Logging Camp en Game Creek), Pelican, Tenakee Springs en Elfin Cove liggen in het noorden van het eiland. Het zuidelijk deel van het eiland is een (nauwelijks bewoond) onderdeel van de stad Sitka, waarvan het centrum is gelegen op het zuidelijker, direct aangrenzende Baranof Island.
Het eiland is vernoemd naar admiraal Vasili Tsjitsjagov, een Russische poolreiziger.